# Železniční trať Kladsko–Valbřich
Železniční trať Kladsko–Valbřich (Kłodzko–Wałbrzych; v Polsku označená číslem 286)
je neelektrifikovaná železniční trať v Polsku, o délce 50,99 km. Provoz na ní byl zahájen v letech 1879–1880, ve své době se jednalo o druhou část Slezské horské dráhy. Trať spojuje města Kladsko a Valbřich, prochází třemi tunely. Od 5. ledna 200] lze využít přepravní služby mezi Valbřichem a Kladskem, dopravu zajišťuje polský železniční dopravce Koleje Dolnośląskie.